# Ньюфілд (Мен)
Ньюфілд (англ. Newfield) — місто (англ. town) в США, в окрузі Йорк штату Мен. Населення — 1648 осіб (2020).

## Демографія
Згідно з переписом 2010 року, у місті мешкали 1522 особи в 625 домогосподарствах у складі 450 родин. Було 1096 помешкань
Расовий склад населення:
| - 98,2 % — білих - 0,7 % — корінних американців - 0,1 % — чорних або афроамериканців - 0,1 % — азіатів |

До двох чи більше рас належало 0,9 %. Частка іспаномовних становила 0,8 % від усіх жителів.
За віковим діапазоном населення розподілялося таким чином: 21,0 % — особи молодші 18 років, 65,5 % — особи у віці 18—64 років, 13,5 % — особи у віці 65 років та старші. Медіана віку мешканця становила 44,3 року. На 100 осіб жіночої статі у місті припадало 103,2 чоловіків;  на 100 жінок у віці від 18 років та старших — 102,7 чоловіків також старших 18 років.
Середній дохід на одне домашнє господарство  становив 59 447 доларів США (медіана — 47 125), а середній дохід на одну сім'ю — 65 631 долар (медіана — 54 063). Медіана доходів становила 41 688 доларів для чоловіків та 31 106 доларів для жінок. За межею бідності перебувало 7,2 % осіб, у тому числі 8,0 % дітей у віці до 18 років та 3,1 % осіб у віці 65 років та старших.
Цивільне працевлаштоване населення становило 635 осіб. Основні галузі зайнятості: освіта, охорона здоров'я та соціальна допомога — 25,8 %, виробництво — 14,5 %, роздрібна торгівля — 14,2 %.